# Poslanska skupina Poslanski klub Liberalne demokracije Slovenije
Poslanska skupina Poslanski klub Liberalne demokracije Slovenije je poslanska skupina, ki jo sestavljajo poslanci, ki so bili izvoljeni na listi Liberalne demokracije Slovenije.

## Sestava

### Mandat 2008-2011
Poslanci
- Borut Sajovic (vodja)
- Ljubo Germič (namestnik vodje)
- Anton Anderlič (član)
- Milan Gumzar (član)
- Miran Jerič (član)
- Katarina Kresal (članica)[1]

Osebje
- Dušan Vučko (sekretar PS)